# Wpa supplicant
wpa_supplicant는 리눅스, FreeBSD, NetBSD, QNX, AROS, 마이크로소프트 윈도우, 솔라리스, OS/2 (ArcaOS 및 eComStation 포함), 하이쿠용 IEEE 802.11i 서플리컨트의 자유 소프트웨어 구현체이다. WPA3 및 WPA2 서플리컨트 외에도 WPA 및 이전 무선랜 보안 프로토콜을 구현한다.

## 기능
기능은 다음과 같다:
- WPA-PSK 및 WPA2-PSK ("WPA-Personal", 사전 공유 키)
- WPA3[5]
- EAP를 사용하는 WPA (예: RADIUS 인증 서버 사용)
- RSN: PMKSA 캐싱, 사전 인증
- IEEE 802.11r
- IEEE 802.11w
- WPS (Wi-Fi Protected Setup)

서플리컨트에는 실행 중인 서플리컨트와 상호 작용하기 위한 GUI와 명령줄 유틸리티가 포함되어 있다. 이 인터페이스 중 하나를 통해 현재 보이는 네트워크 목록을 검토하고, 그 중 하나를 선택하고, 네트워크 인증에 필요한 추가 보안 정보(예: 비밀구절, 사용자 이름 및 비밀번호)를 제공하고, 나중에 자동 재연결을 활성화하기 위해 환경 설정 목록에 추가할 수 있다.
그래픽 사용자 인터페이스는 Qt 라이브러리를 기반으로 구축되었다.
wpa_supplicant는 다음 EAP (확장 가능 인증 프로토콜) 방법 중 하나로 인증할 수 있다: EAP-TLS, EAP-PEAP (PEAPv0 및 PEAPv1 모두), EAP-TTLS, EAP-SIM, EAP-AKA, EAP-AKA', EAP-PWD, EAP-EKE, EAP-PSK (실험적), EAP-FAST, EAP-PAX, EAP-SAKE, EAP-GPSK, EAP-IKEv2, EAP-MD5, EAP-MSCHAPv2, 및 LEAP (드라이버의 특별한 기능 필요).

## KRACK 취약성
wpa_supplicant는 KRACK에 특히 취약했는데, 이는 모든 값이 0인 암호화 키를 설치하도록 조작될 수 있어 중간자 공격에서 WPA2 보호를 효과적으로 무력화시켰다. 버전 2.7은 KRACK 및 여러 다른 취약점을 수정했다.

## 같이 보기
- 네트워크매니저
- 서플리컨트
- 무선 서플리컨트
- Xsupplicant